# Ящерица Хорвата
Ящерица Хорвата, или балканская ящерица (лат. Iberolacerta horvathi), — вид пресмыкающихся из семейства настоящих ящериц (Lacertidae).

## Название и систематика
Этот вид ранее был включен в род Lacerta, но впоследствии был отнесён к роду Iberolacerta на основании работы Carranza и коллег (2004), и ряда других исследований.
Латинское видовое название дано в честь венгерского энтомолога Гезы Хорвата (1847—1937).

## Описание
Длина тела без учёта хвоста — до 6,5 см. Общая длина тела с хвостом — до 18 см. Окраска варьирует. Яйцекладущая ящерица. Самка откладывает от 4 до 6 яиц, из которых спустя 5—6 недель появляются молодые ящерицы. Питается насекомыми и мелкими беспозвоночными.

## Ареал
Вид имеет очень фрагментированный и реликтовый ареал в горных районах южной Австрии, северо-восточной Италии, западной Словении и западной Хорватии. Встречается на высотах от 200 до 2000 м над уровнем моря. Ареал этого вида, вероятно, недооценивается из-за сходства с широко распространенным и синтопическим видом Обыкновенная стенная ящерица (Podarcis muralis).
В Австрии обитает в каринтийских Свежее и Караванке на высотах от 700 до 1700 метров над уровнем моря, а также в тирольских Альпах. В Хорватии распространён в горных массивах Велебит, Учка, Горски-Котар.
Встречается в скалах и скалистых областях, таких как валунные поля бедные растительностью. Также обитает в открытых буковых и хвойных лесах или в древостоях в альпийском поясе. Предпочитает влажные местообитания в скалах, также встречается в лесах возле речек и ручьёв, на поросших мхами осыпях. Иногда может встречаться в областях выше границы леса, среди зарослей горной кустарниковой растительности.